# Індокитайський леопард
Індокитайський леопард (Panthera pardus delacouri) — підвид леопарда, що знаходиться на межі зникнення. мешкає у Південно-Східній Азії, переважно в тропічних лісах.